# California State Route 20
Pour les articles homonymes, voir Route 20.
La California State Route 20 est une route de l'État de Californie, aux États-Unis. Orientée est-ouest, elle se situe dans le nord de Sacramento. Son extrémité ouest est la California State Route 1 à Fort Bragg et son extrémité est l'Interstate 80 près de Emigrant Gap.